# بوتکیا

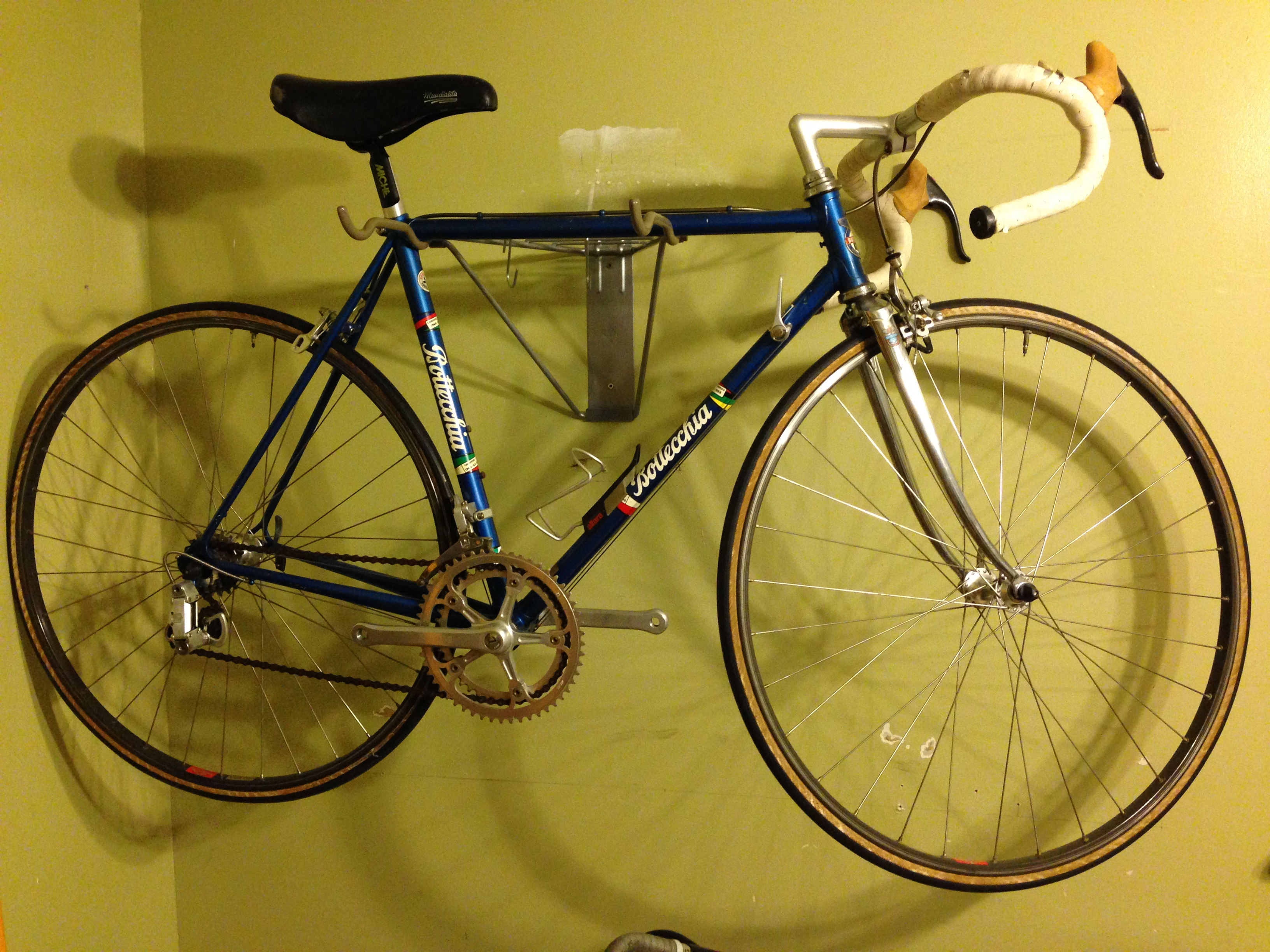
محصولی از شرکت بوتکیا، تولید سال ۱۹۸۹

بوتکیا (انگلیسی: Bottecchia) شرکت دوچرخه‌سازی ایتالیایی است، که در سال ۱۹۲۴ توسط اوتاویو بوتکیا تأسیس شد.